# Juan Manuel Fermosel
Juan Manuel Fermosel Bravo (Colmenar Viejo, Comunidad de Madrid, 19 de septiembre de 1955) es un ex-baloncestista español, y cuya posición en la cancha era la de pívot.
Empezó su carrera en el Vallehermoso, club madrileño que funcionaba como cantera del Real Madrid y que jugó en la Primera División con los nombres de Tempus e Inmobanco. Después de la desaparición de su club de origen, formó parte del Cajamadrid, el Tenerife Amigos del Baloncesto y el Azuqueca de Henares.
Fermosel fue una promesa destacada en su juventud, y sólo una lesión le impidió debutar con la selección absoluta en 1977, cuando aún jugaba en la Segunda División. Aunque no progresó como se esperaba y su carrera se estancó a comienzos de la década de los ochenta, llegó a ser 13 veces internacional por España.

## Trayectoria
- 1970-1978 Castilla - Vallehermoso
- 1978-1980 Tempus
- 1980-1983 Inmobanco
- 1983-1987 Cajamadrid
- 1987-1990 Tenerife Amigos del Baloncesto
- 1990-1991 Azuqueca